# Margrete Auken

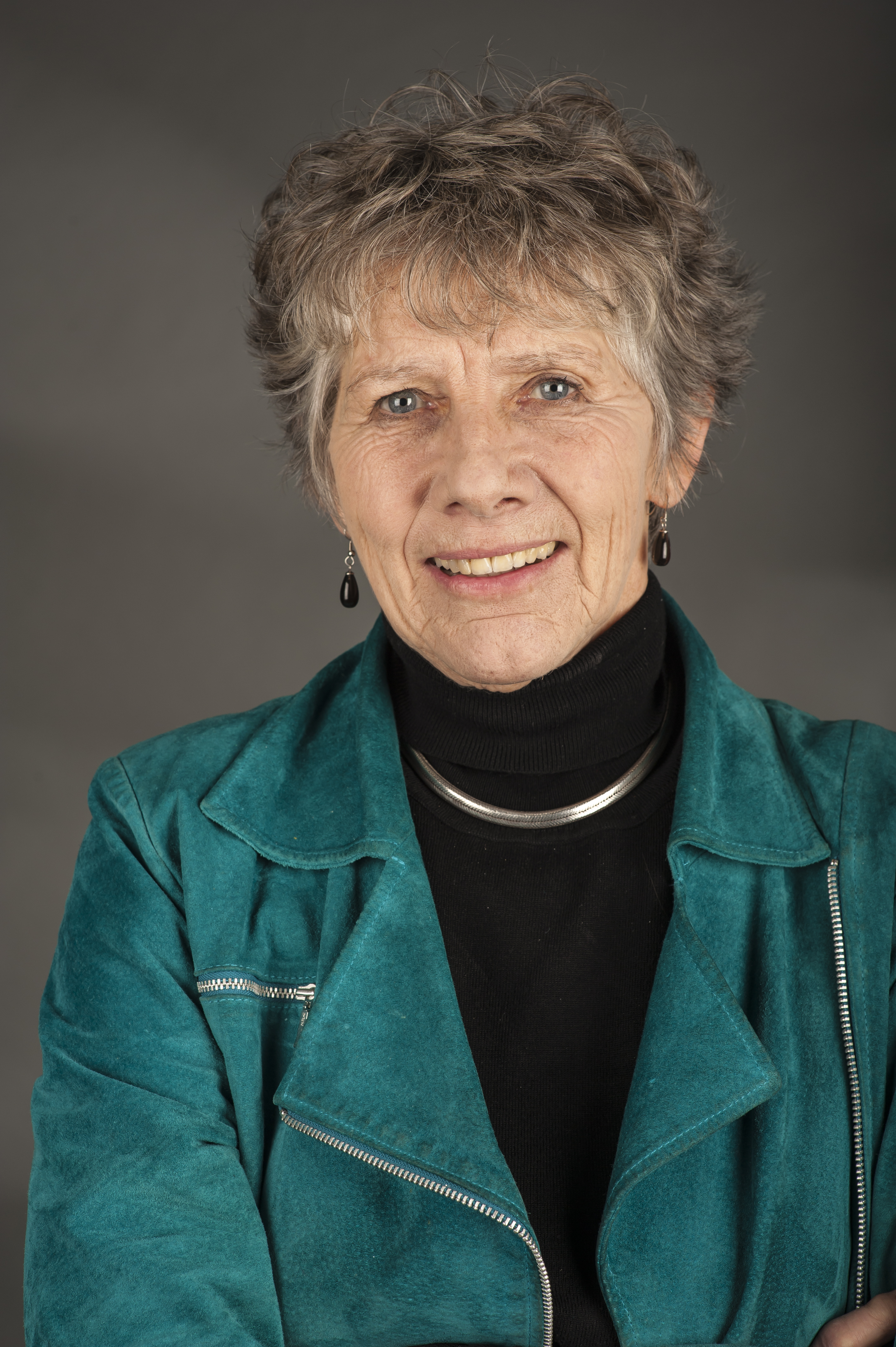
Margrete Auken (2014)

Margrete Auken (* 6. Januar 1945 in Aarhus) ist eine dänische Politikerin und Europaparlamentarierin der Sozialistischen Volkspartei (Socialistisk Folkeparti, SF).

## Leben
Auken studierte Evangelische Theologie an der Universität Kopenhagen und arbeitete zunächst als Pastorin. Sie war Mitglied des dänischen Parlaments Folketing von Oktober 1979 bis Dezember 1990 sowie von September 1994 bis Juni 2004.
2004 zog sie als einzige Kandidatin der SF in das Europaparlament ein. Zunächst ohne Zustimmung ihrer Partei wurde sie Mitglied der Grünen/EFA-Fraktion, statt der Fraktion der Europäischen Linken beizutreten. Auken zog auch bei den Wahlen 2009, 2014 wie 2019 in das Europa-Parlament ein.
In der neunten Legislatur des Parlaments (2019–2024) ist sie für ihre Fraktion Mitglied im Ausschuss für Umweltfragen, öffentliche Gesundheit und Lebensmittelsicherheit, im Petitionsausschuss sowie stellvertretendes Mitglied im Ausschuss für konstitutionelle Fragen.
Margrete Auken ist die ältere Schwester des mehrfachen dänischen Bridgemeisters Jens Auken sowie die jüngere Schwester des sozialdemokratischen Politikers Svend Auken und Mutter von Ida Auken, die ebenfalls Politikerin ist.